# Hyperkeratose
Als Hyperkeratose (von altgriechisch hupér ‚über‘; kéras, Genitiv kératos ‚Horn‘) bezeichnet man die übermäßige Verhornung der Haut. Die äußerste Schicht der Oberhaut, das Stratum corneum, wird großflächig oder auch nur punktuell dicker.

## Subtypen
Dem zugrundeliegenden Mechanismus nach unterscheidet man Subtypen.

### Proliferationshyperkeratose
Bei der Proliferationshyperkeratose kommt es zur Verdickung des Stratum corneum, weil die Zellteilung im Stratum basale beschleunigt abläuft. Im gleichen Zeitraum werden also mehr Keratinozyten gebildet, infolge entstehen mehr Korneozyten.

### Retentionshyperkeratose
Bei der Retentionshyperkeratose (von lateinisch retentio ‚Zurückhalten‘) kommt es zur Verdickung des Stratum corneum, weil die Abschilferung der Korneozyten aus dem Stratum disjunctum behindert ist.

## Ursachen
Hyperkeratosen können exogene und endogene Ursachen haben.

### Mechanische Reize
Bei mechanischer Beanspruchung (insbesondere durch Druck) wird die Haut zur vermehrten Bildung von Keratino- bzw. Korneozyten angeregt, infolgedessen wird das Stratum corneum – auf die beanspruchte Region begrenzt – dicker (Proliferationshyperkeratose).
Das Stratum corneum verdickt sich beim Menschen vor allem an den Fußsohlen als Folge der besonderen Belastung durch Druck (Körpergewicht) und Reibung. Es bilden sich Hornschwielen. Solche Veränderungen sind bei entsprechender Beanspruchung auch an anderen Stellen des Körpers möglich.

### Arsen als Umweltgift
Hyperkeratose kann auch auf eine chronische Arsenvergiftung hindeuten.

### UV-Strahlung
Ultraviolettstrahlung kann zur Hyperkeratose und sogar zur Bildung von Lichtschwielen führen.
Beim Auftreffen von UV-Strahlung auf die Haut wird die Zellteilung im Stratum basale beschleunigt. Mehr Keratinozyten wandern an die Hautoberfläche, das Stratum corneum wird dicker (Proliferationshyperkeratose).
Die therapeutische Wirkung von UV- und Sonnenlicht bei Akne ist daher zwiespältig: Einerseits wirkt UV-Strahlung antibakteriell, andererseits fördert sie die Proliferationshyperkeratose – auch im Talgdrüsenfollikel. Dies kann zur Neubildung von Komedonen führen.

### Komedogene Stoffe
Komedogene Substanzen fördern die Bildung von Komedonen. Dies entspricht einer auf den Talgdrüsenfollikel begrenzten Hyperkeratose. In der Regel verhindern komedogene Substanzen auf Grund ihrer stofflichen Eigenschaften die Abschilferung der Korneozyten (Hornzellen) aus dem Stratum disjunctum, so dass es zur Retentionshyperkeratose kommt.

### Genetische Veranlagung und Stoffwechselveränderungen
Hyperkeratosen können genetisch veranlagt oder durch Stoffwechselveränderungen bedingt sein. Beispiele hierfür sind die Keratosis pilaris und die Hyperkeratosen bei endogener Akne, chronischem Ekzem und Schuppenflechte.
Bei Hunden tritt gelegentlich eine erblich bedingte Hyperkeratose der Ballen auf.

## Behandlung
Zur kosmetischen und medizinischen Behandlung von Hyperkeratosen (Keratolyse) stehen mehrere Keratolytika zur Verfügung. Androgenabhängige Hyperkeratosen weiblicher Patienten können u. U. hormonell therapiert werden.
Bimssteine, Hornhautraspeln, Hornhauthobel und mechanische Peelings dienen der abrasiven Behandlung hyperkeratotischer Hautveränderungen.